# مارکو سالمینن
مارکو سالمینن (انگلیسی: Marko Salminen؛ زادهٔ ۱۰ اکتبر ۱۹۷۸) نقشه خوان اهل فنلاند است. او در مسابقات رالی قهرمانی نوجوانان جهان به عنوان کمک راننده سامی پاجاری و در مسابقات رالی قهرمانی فنلاند در کنار تیمو سونینن، تیمو آسونما، والتری بوتاس فعالیت کرده است.  همانطور که در ۳ دسامبر ۲۰۲۴ اعلام شد، سالمینن برای رانندگی در کنار سامی پاجاری برای فصل ۲۰۲۵ برای تیم تویوتا گازو ریسینگ دبلیوآرتی با خودرو تویوتا جی‌ار یاریس رالی۱ برمی گردد.